# Hubert Voraberger
Hubert Voraberger (* 30. August 1927 in Thalheim bei Wels; † 3. Dezember 1996 in Wels) war ein österreichischer Gewerkschafter und Politiker.
Voraberger absolvierte nach dem Besuch der Volks- und Hauptschule eine Lehre als Bauzeichner und arbeitete in der Folge in diesem Beruf. Er trat 1950 als Vertragsbediensteter in den Dienst der Stadt Wels und wurde 1959 Beamter sowie Personalvertreter. 1967 übernahm er die Funktion des Obmann der Personalvertretung des Magistrat Wels und wurde 1970 zum Obmann-Stellvertreter der Gewerkschaft der Gemeindebediensteten Oberösterreichs gewählt. 
Nachdem er bereits 1945 Mitglied der Sozialistischen Jugend geworden war, wirkte er als Gründungsobmann der Sektion Wels-Puchberg und wurde später Referent der SPÖ-Bezirksorganisation. In der Folge übernahm er zudem den Vorsitz in der SPÖ-Sektion Wels-Puchberg. Von 1967 bis 1989 war er Gemeinderat in Wels, von 1973 bis zum 17. Februar 1976 Landtagsabgeordneter in Oberösterreich und vom 24. Februar 1976 bis zum 4. Juni 1979 als Nachfolger von Karl Bregartner Nationalratsabgeordneter. Nach seinem Ausscheiden aus dem Nationalrat wechselte Voraberger als Stadtrat in Wels wieder in die Kommunalpolitik, wobei er das Sozial- und Wohnungsreferat übernahm. Danach war Voraberger zwischen 1985 und 1989 Vizebürgermeister (Personal- und Wohnungsreferat) von Wels.
Hubert Voraberger war verheiratet und hatte ein Kind.

## Ehrungen
- Silbernes Ehrenzeichen für Verdienste um die Republik Österreich (1989)